# Число незалежності
Число́ незале́жності або число́ вну́трішньої щі́льності графа {\displaystyle G} — це розмір найбільшої незалежної множини вершин у ньому.
Оскільки задача про незалежну множину є NP-повною, то невідомі алгоритми визначення числа незалежності в довільному графі, що працюють за поліноміальний час.
У будь-якому графі {\displaystyle G=(V,E)} число незалежності {\displaystyle \alpha (G)} пов'язане з числом вершинного покриття {\displaystyle \tau (G)} першою тотожністю Галлаї: {\displaystyle \alpha (G)+\tau (G)=|V|}, більш того, доповнення до найбільшої незалежної множини вершин є найменшим вершинним покриттям. Використовуючи цей факт, у двочастковому графі {\displaystyle G} можна знайти {\displaystyle \alpha (G)} за поліноміальний час, оскільки задача про найменше вершинне покриття в ньому зводиться до пошуку найбільшого парування.
У графі {\displaystyle G}, в якому відсутні ізольовані вершини (вершини степеня 0), також виконується нерівність {\displaystyle \alpha (G)\leq \rho (G)}, де {\displaystyle \rho (G)} — число реберного покриття графа {\displaystyle G}. У двочастковому графі {\displaystyle G} без ізольованих вершин, унаслідок теореми Кеніга, {\displaystyle \alpha (G)=\rho (G)}.